# Амазонийский период
Амазонийский период — период геологической истории Марса. Начался 3,46—2,0 млрд лет назад и продолжается до сих пор. Разделён на 3 эпохи:
- раннеамазонийская (от 3,46—2,0 до 2,1—1,0 млрд лет назад),
- среднеамазонийская (от 2,1—1,0 до 0,6—0,2 млрд лет назад),
- позднеамазонийская (от 0,6—0,2 млрд лет назад до современности).

Период назван по равнине Амазония (лат. Amazonis Planitia), так как изначально (при изучении снимков «Маринера-9») его начало определялось как время образования поверхности одного из регионов этой равнины. Позже (по данным «Викингов») начало периода переопределили по одной из формаций Ацидалийской равнины, а с появлением ещё лучших данных (от Mars Global Surveyor и Mars Odyssey) — по породам Великой Северной равнины.
В этом периоде откладывались как вулканические, так и осадочные породы. Раннеамазонийские отложения покрывают около 20 % поверхности планеты, среднеамазонийские — около 8 %, а позднеамазонийские — 4 %.

## Описание
В этом периоде климат Марса стал катастрофически быстро меняться. Происходили мощнейшие, но постепенно затухающие глобальные тектонические и вулканические процессы, в ходе которых возникли крупнейшие в Солнечной системе вулканы (Олимп), несколько раз сильно изменялись характеристики гидросферы и атмосферы, появлялся и исчезал Северный океан. Катастрофические наводнения, связанные с таянием криосферы, привели к образованию грандиозных каньонов: в долину Ареса с южных нагорий Марса стекал поток полноводнее Амазонки; расход воды в долине Касей превышал 1 млрд м³/с. Около миллиарда лет назад активные процессы в литосфере, гидросфере и атмосфере Марса значительно снизили интенсивность, и он принял современный облик. Виной глобальных катастрофических изменений марсианского климата считаются большой эксцентриситет орбиты и неустойчивость оси вращения, вызывающие огромные, до 45 %, колебания потока солнечной энергии, падающей на поверхность планеты; слабый приток тепла из недр Марса, обусловленный небольшой массой планеты, и высокая разрежённость атмосферы, обусловленная её быстрой диссипацией.
Геологические периоды Марса в млн лет